# San Giljan Aquatic Sports Club
Il San Giljan Aquatic Sports Club è una società  di pallanuoto maltese con sede a St. Julian's.

## Storia
Fondato nell'estate del 1949 come Balluta W.C., il 3 luglio il Balluta fece il suo esordio assoluto nella sconfitta per 2-0 contro la Valletta.
L'anno seguente il club disputa la prima divisione per poi nel 1952 raggiungere il primo storico successo nel campionato maltese.
Il 16 giugno 1974 i membri del club, durante una riunione straordinaria, decidono unanimemente di cambiare la denominazione in quella attuale.

## Palmarès
- Campionato maltese: 13

1952, 1958, 1963, 1965, 1968, 1992, 1994, 1995, 2015, 2017, 2020, 2022, 2023